# Guvernoratul Ma'an
Ma'an (în arabă معان) este unul dintre guvernoratele Iordaniei și se află la sud de capitala statului, Amman. Capitala acestui guvernorat este orașul Ma'an. Acest guvernorat are cea mai mare suprafață din toată Iordania.